# Список королів Єгипту
У статті подано список королів Єгипту і Судану
| Портрет | Ім'я                                  | Дата народження | Дата смерті     | Початок правління | Завершення правління |
| ------- | ------------------------------------- | --------------- | --------------- | ----------------- | -------------------- |
|         | Ахмед Фуад I араб. أحمد فؤاد          | 26 березня 1868 | 28 квітня 1936  | 15 березня 1922   | 28 квітня 1936       |
|         | Фарук I араб. فاروق الأول             | 11 лютого 1920  | 18 березня 1965 | 28 квітня 1936    | 26 липня 1952        |
|         | Ахмед Фуад II араб. الملك فؤاد الثاني | 16 січня 1952   |                 | 26 липня 1952     | 18 червня 1953       |